# Karl Wilhelm Albes
Karl Wilhelm Albes (auch: Carl Wilhelm Albes * 24. Februar 1793 in Northeim; † nach 1850) war ein deutscher Königlich Hannoverscher Militärmusiker, Musikdirektor, Klarinettist, Freimaurer und Amtsvogt beziehungsweise Hausvogt.

## Leben
Geboren noch zur Zeit des Kurfürstentums Hannover in der Stadt Northeim, durchlief Karl Wilhelm Albes eine Karriere bis zum Musikdirektor des Königlich Hannoverschen Garde-Grenadier-Bataillons, bevor er – noch während der Personalunion zwischen Großbritannien und Hannover – am 1. Mai 1821 für das Spiel der Zweiten Klarinette Mitglied im Orchester der Königlich Hannoverschen Hofkapelle wurde. Wie auch die anderen Orchestermitglieder seiner Zeit war er damit zum öffentlichen Opern- und Konzertdienst verpflichtet, während das Schlossopernhaus seinen regelmäßigen Auftrittsort bildete.
Ebenso wie später der Königlich Hannoversche Hofschauspieler August Albes wurde Karl Wilhelm Albes am 5. Juni 1828 in die Johannis-Freimaurerloge Zum Schwarzen Bär aufgenommen.
Als Orchestermusiker wirkte Albes ab 1831 dann unter Heinrich Marschner, bevor er das Hoforchester zum 1. April 1844 wieder verließ, um schließlich als Amtsvogt beziehungsweise Hausvogt im Amt Meinersen tätig zu werden.